# Can't Stop the Feeling!
Can't Stop the Feeling! (в превод: „Не мога да спра усещането!“) е песен, записана от американския певец-композитор Джъстин Тимбърлейк за саундтрака към филма „Тролчетата“ (2016), за който той е изпълнителен продуцент на музиката. Тази песен е написана и продуцирана от Тимбърлейк, Max Martin и Shellback. Музикално, това е диско-поп, соул-поп изпълнение с фънки влияния. Песента е пусната като сингъл на 6 май 2016 г., шест месеца преди филмът да е дебютирал, а на 10 май 2016 г. се излъчва по съвременните радиа. Тимбърлейк прави първото си телевизионно представление на „Не мога да спра усещането!“ по време на конкурса за песен на Евровизия 2016 с главен режисьор на Марк Ромамек, музиката му е пусната на 16 май 2016 г. и е турне на ежедневните места на Тимбърлейк, докато танцува през типичния си ден. Широк брой видеоклипове, направени от фенове следват пускането на видеото на песента.
„Не мога да спра усещането!“ е най-продаваната песен от 2016 г. в САЩ. Към 2017 г. в страната са продадени 3,3 милиона изтегляния. За Apple Music това е втората най-добра песен на годината. Официалната компания за класации от Обединеното кралство го нарече най-голямата песен на Тимбърлейк в страната за над един милион продадени бройки. Песента получава няколко награди и номинации, като например номинациите си за Оскар за най-добра оригинална песен на 89-ата годишна церемония, където Timberlake изпълнява песента като начален номер, Златен глобус за най-добра оригинална песен и наградата за „най-добра песен на критиката“ и печели наградата „Грами“ за най-добра песен за Visual Media."Не мога да спра усещането!" е най-продаваната песен от 2016 г. в САЩ. За 2017 г. в страната са продадени 3,3 милиона изтегляния. За Apple Music това е втората най-добра песен на годината. В официалните класации на Великобритания я наричат най-популярната песен на Тимберлейк в страната, с повече от един милион продадени копия. Песента получава няколко награди и номинации, като например номинациите си за „Оскар“ за най-добра авторска песен на 89-а годишна церемония (където Тимбърлейк изпълни песента като първи номер), връчването на наградите „Златен глобус“ за най-добра оригинална песен и наградата на критиците Choice Award за най-добра песен, и печели награда Грами за най-добра песен, написана за визуални МЕДИИ. 